# يوشع ماتيوس غاليانو
يوشع ماتيوس غاليانو (بالعبرية: יהושע גל‏) هو لاعب كرة قدم إسرائيلي في مركز الوسط، ولد في 5 يوليو 1951 في نتانيا في إسرائيل. شارك مع منتخب إسرائيل لكرة القدم. أما مع النوادي، فقد لعب مع مكابي حيفا ومكابي نتانيا.

## وصلات خارجية
- يوشع ماتيوس غاليانو على موقع قاعدة بيانات كرة القدم.إي يو (الإنجليزية)
- يوشع ماتيوس غاليانو على موقع ناشيونال فوتبول تيمز (الإنجليزية)
- يوشع ماتيوس غاليانو على موقع عالم كرة القدم.نت (الإنجليزية)
- يوشع ماتيوس غاليانو على موقع أوليمبيديا (الإنجليزية)